# Qūrīyeh
Qūrīyeh (persiska: قوريه, قُريِه, قُوريِه) är en ort i Iran.   Den ligger i provinsen Zanjan, i den nordvästra delen av landet, 300 km väster om huvudstaden Teheran. Qūrīyeh ligger 1 653 meter över havet och antalet invånare är 124.
Terrängen runt Qūrīyeh är lite kuperad. Runt Qūrīyeh är det ganska glesbefolkat, med 42 invånare per kvadratkilometer. Närmaste större samhälle är Zarrīnābād, 17,4 km nordost om Qūrīyeh. Trakten runt Qūrīyeh består i huvudsak av gräsmarker.